# Roman Märkl

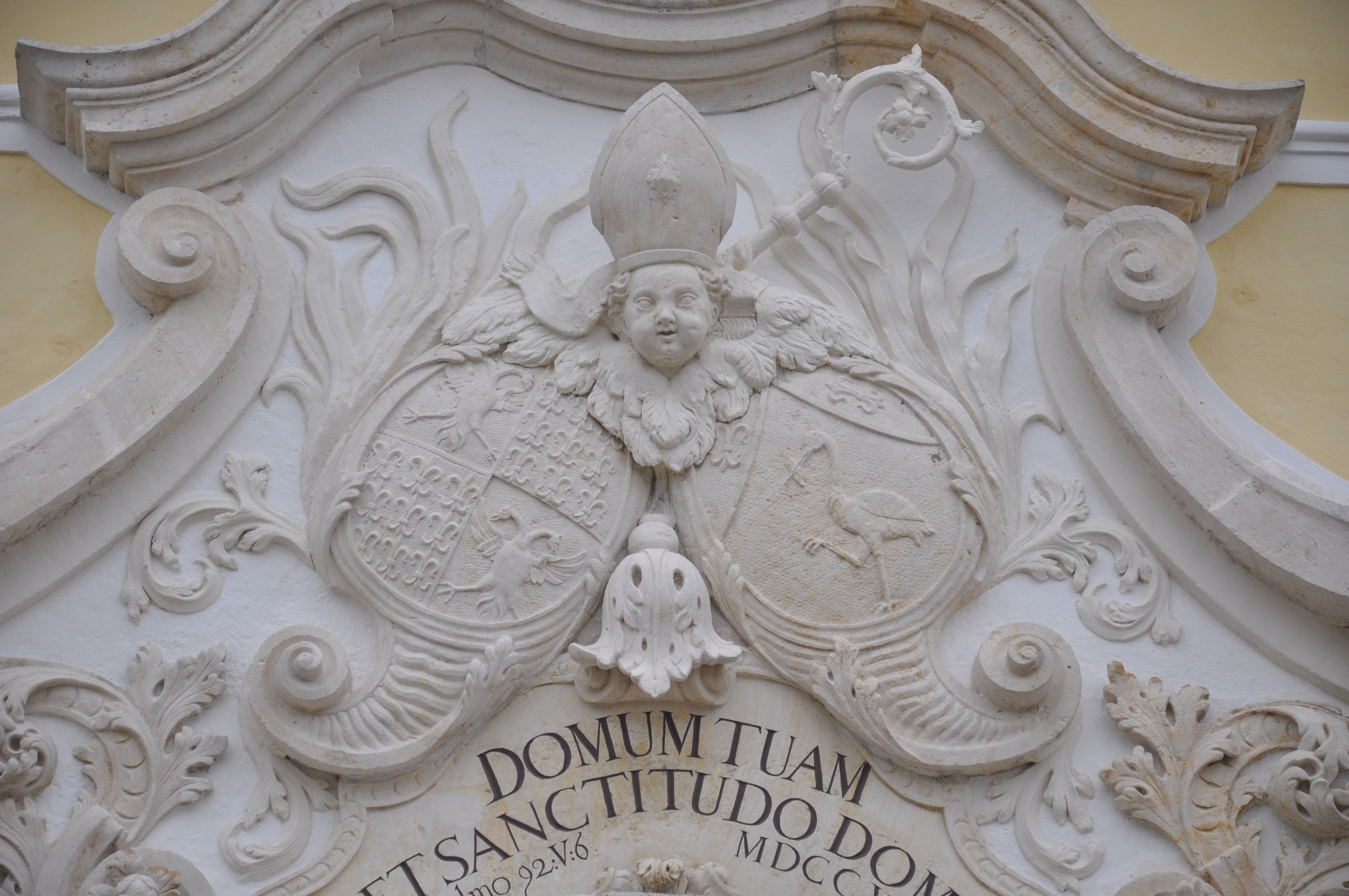
Wappen von Abt Roman Märkl (rechts) über dem Portal der von ihm barock erneuerten Klosterkirche in Metten (links das Wappen des Klosters)

Roman Märkl OSB, Taufname: Johannes Christoph (* 9. Mai 1659 in Straubing; † 10. April 1744 in Metten) war ein deutscher Benediktiner und Abt des Benediktinerklosters Metten in Niederbayern.

## Leben
Roman Märkl legte 1678 seine Profess im Benediktinerkloster Metten ab. 1683 empfing er die Priesterweihe und war 1686 Vikar in der dem Kloster anvertrauten Pfarrei Berg. Von 1686 bis 1696 bekleidete er im Kloster das Amt des Priors. Anschließend war er Vikar in der ebenfalls dem Kloster anvertrauten Pfarrei Michaelsbuch. 1706 wählte ihn der Mettener Konvent zum Nachfolger des verstorbenen Abtes Benedikt Ferg. Die Abtsbenediktion erhielt Roman Merkl jedoch erst im Jahr 1708.
Die Amtszeit von Roman Märkl als Abt in Metten ist durch eine rege Bautätigkeit im Kloster sowie in den zugehörigen Pfarreien geprägt. 1708 begann er den Bau der Infirmerie des Klosters. Es folgte der Neubau des Brauhauses. Am 16. Juli 1720 legte Abt Roman Märkl den Grundstein zum barocken Umbau der Klosterkirche. Für die Ausstattung berief er bedeutende Künstler wie die Maler Cosmas Damian Asam und Wolfgang Andreas Heindl sowie den Stuckateur Franz Josef Holzinger. Gleichzeitig erhielt die Klosterbibliothek eine barocke Neuausstattung, die sie zu einem der prächtigsten Bibliotheksräume dieser Zeit machte. Außerdem begann Abt Roman Märkl 1714 den Neubau des Kirchturms der dem Kloster Metten unterstellten Wallfahrtskirche in Loh. In dieser Wallfahrtskirche befindet sich ein Votivbild aus dem Jahr 1728, das den Abt zusammen mit dem Konvent von Metten zeigt. In der Pfarrei Stephansposching wurde das Pfarrhaus neu gebaut, in Neuhausen 1724 der Neubau des Kirchturms und in Michaelsbuch 1728 der Neubau der Pfarrkirche begonnen.
Neben den zahlreichen Bauten, die das Bild des Klosters Metten bis heute bestimmen, fällt in die Amtszeit von Abt Roman Märkl die Einführung der Rosenkranzbruderschaft in Metten 1726. Für deren Altar gab der Abt ein Bild bei Cosmas Damian Asam in Auftrag. Im Jahr 1729, in dem die barockisierte Klosterkirche durch den Regensburger Weihbischof Gottfried Langwerth von Simmern neu geweiht wurde, legte Abt Roman Märkl sein Amt nieder. Er lebte bis zu seinem Tod 1744 zurückgezogen und bescheiden im Kloster.
Für die Klostergeschichtsschreibung Mettens ist Abt Roman Märkl von Bedeutung, weil er eine Series abbatum Mettensium verfasste und die Chronik des Klosters, die sein Vorgänger Markus Besch mehr als hundert Jahre zuvor begonnen haben soll, fortgesetzt hat.